# Xysticus doriai
Xysticus doriai là một loài nhện trong họ Thomisidae.
Loài này thuộc chi Xysticus. Xysticus doriai được Raymond Comte de Dalmas miêu tả năm 1922.